# Чистач блата
Чистач блата је помагало које се налазило испред улаза у кућу. Најчешће се правио од метала.
Пре интензивнијег асфалтирања насеља, улица, нарочито у зимском и јесењем периоду, улице су биле блатњаве и приликом уласка у зграду, стан постојала је опасност од уношења веће количине блата па и снега зими.
Због тога су се испред улаза у зграде, поред отирача за ципеле,   налазили и чистачи од блата уз чију помоћ се скидала главнина блата на ципелама. Наравно приликом уласка у стан ципеле су се скидале, обичај који постоји и данас у многим кућама.
Чистачи блата се одавно више не производе али још постоје зграде испред чијих улаза се налазе.